# Matilde Carolina di Baviera
Principessa Matilde Carolina di Baviera (in tedesco Mathilde Karoline Friederike Wilhelmine Charlotte von Bayern; Augusta, 30 agosto 1813 – Darmstadt, 25 maggio 1862) era la secondogenita e la maggiore delle femmine di Luigi I di Baviera e di sua moglie, Teresa di Sassonia-Hildburghausen. Divenne Granduchessa d'Assia e del Reno come moglie di Luigi III d'Assia.

## Biografia
Il 26 dicembre 1833 sposò a Monaco il Granduca Ereditario Luigi d'Assia e del Reno, figlio maggiore di Luigi II, Granduca d'Assia e di sua moglie, la principessa Guglielmina di Baden. Il matrimonio rimase privo di figli.
In suo onore furono intitolati il "Colle di Matilde" a Darmstadt e la "Terrazza di Matilde", affacciantesi su Kästrich nella città di Magonza.
Matilde morì di cancro a Darmstadt all'età di 48 anni. È sepolta nella chiesa di San Luigi di Darmstadt.

## Ascendenza
|                                       |                                                 |                                                        | Genitori                                                              |  |  | Nonni |  |  | Bisnonni                                   |  |  | Trisnonni                                |  |
|                                       |                                                 |                                                        |                                                                       |  |  |       |  |  | Federico Michele di Zweibrücken-Birkenfeld |  |  | Cristiano III del Palatinato-Zweibrücken |  |
|                                       |                                                 |                                                        |                                                                       |  |  |       |  |  | Federico Michele di Zweibrücken-Birkenfeld |  |  | Cristiano III del Palatinato-Zweibrücken |  |
|                                       |                                                 | Carolina di Nassau-Saarbrücken                         |                                                                       |  |  |       |  |  | Federico Michele di Zweibrücken-Birkenfeld |  |  |                                          |  |
| Massimiliano I Giuseppe di Baviera    |                                                 |                                                        |                                                                       |  |  |       |  |  | Federico Michele di Zweibrücken-Birkenfeld |  |  |                                          |  |
|                                       |                                                 | Maria Francesca del Palatinato-Sulzbach                | Giuseppe Carlo del Palatinato-Sulzbach                                |  |  |       |  |  |                                            |  |  |                                          |  |
|                                       |                                                 | Maria Francesca del Palatinato-Sulzbach                | Giuseppe Carlo del Palatinato-Sulzbach                                |  |  |       |  |  |                                            |  |  |                                          |  |
|                                       |                                                 | Maria Francesca del Palatinato-Sulzbach                | Elisabetta Augusta Sofia del Palatinato-Neuburg                       |  |  |       |  |  |                                            |  |  |                                          |  |
| Ludovico I di Baviera                 |                                                 | Maria Francesca del Palatinato-Sulzbach                |                                                                       |  |  |       |  |  |                                            |  |  |                                          |  |
|                                       |                                                 | Giorgio Guglielmo d'Assia-Darmstadt                    | Luigi VIII d'Assia-Darmstadt                                          |  |  |       |  |  |                                            |  |  |                                          |  |
|                                       |                                                 | Giorgio Guglielmo d'Assia-Darmstadt                    | Luigi VIII d'Assia-Darmstadt                                          |  |  |       |  |  |                                            |  |  |                                          |  |
|                                       |                                                 | Giorgio Guglielmo d'Assia-Darmstadt                    | Carlotta Cristina Maddalena Giovanna di Hanau-Lichtenberg             |  |  |       |  |  |                                            |  |  |                                          |  |
| Augusta Guglielmina d'Assia-Darmstadt |                                                 | Giorgio Guglielmo d'Assia-Darmstadt                    |                                                                       |  |  |       |  |  |                                            |  |  |                                          |  |
|                                       |                                                 | Maria Luisa Albertina di Leiningen-Dagsburg-Falkenburg | Cristiano Carlo Reinardo di Leiningen-Dachsburg-Falkenburg-Heidesheim |  |  |       |  |  |                                            |  |  |                                          |  |
|                                       |                                                 | Maria Luisa Albertina di Leiningen-Dagsburg-Falkenburg | Cristiano Carlo Reinardo di Leiningen-Dachsburg-Falkenburg-Heidesheim |  |  |       |  |  |                                            |  |  |                                          |  |
|                                       |                                                 | Maria Luisa Albertina di Leiningen-Dagsburg-Falkenburg | Caterina Polissena di Solms-Rödelheim-Assenheim                       |  |  |       |  |  |                                            |  |  |                                          |  |
| Matilde Carolina di Baviera           |                                                 | Maria Luisa Albertina di Leiningen-Dagsburg-Falkenburg |                                                                       |  |  |       |  |  |                                            |  |  |                                          |  |
|                                       | Ernesto Federico III di Sassonia-Hildburghausen | Ernesto Federico II di Sassonia-Hildburghausen         |                                                                       |  |  |       |  |  |                                            |  |  |                                          |  |
|                                       | Ernesto Federico III di Sassonia-Hildburghausen | Ernesto Federico II di Sassonia-Hildburghausen         |                                                                       |  |  |       |  |  |                                            |  |  |                                          |  |
|                                       | Ernesto Federico III di Sassonia-Hildburghausen | Carolina di Erbach-Fürstenau                           |                                                                       |  |  |       |  |  |                                            |  |  |                                          |  |
| Federico di Sassonia-Altenburg        | Ernesto Federico III di Sassonia-Hildburghausen |                                                        |                                                                       |  |  |       |  |  |                                            |  |  |                                          |  |
|                                       |                                                 | Ernestina Augusta di Sassonia-Weimar                   | Ernesto Augusto I di Sassonia-Weimar                                  |  |  |       |  |  |                                            |  |  |                                          |  |
|                                       |                                                 | Ernestina Augusta di Sassonia-Weimar                   | Ernesto Augusto I di Sassonia-Weimar                                  |  |  |       |  |  |                                            |  |  |                                          |  |
|                                       |                                                 | Ernestina Augusta di Sassonia-Weimar                   | Sofia Carlotta di Brandeburgo-Bayreuth                                |  |  |       |  |  |                                            |  |  |                                          |  |
| Teresa di Sassonia-Hildburghausen     |                                                 | Ernestina Augusta di Sassonia-Weimar                   |                                                                       |  |  |       |  |  |                                            |  |  |                                          |  |
|                                       |                                                 | Carlo II di Meclemburgo-Strelitz                       | Carlo Ludovico Federico di Meclemburgo-Strelitz                       |  |  |       |  |  |                                            |  |  |                                          |  |
|                                       |                                                 | Carlo II di Meclemburgo-Strelitz                       | Carlo Ludovico Federico di Meclemburgo-Strelitz                       |  |  |       |  |  |                                            |  |  |                                          |  |
|                                       |                                                 | Carlo II di Meclemburgo-Strelitz                       | Elisabetta Albertina di Sassonia-Hildburghausen                       |  |  |       |  |  |                                            |  |  |                                          |  |
| Carlotta di Meclemburgo-Strelitz      |                                                 | Carlo II di Meclemburgo-Strelitz                       |                                                                       |  |  |       |  |  |                                            |  |  |                                          |  |
|                                       |                                                 | Federica Carolina Luisa d'Assia-Darmstadt              | Giorgio Guglielmo d'Assia-Darmstadt                                   |  |  |       |  |  |                                            |  |  |                                          |  |
|                                       |                                                 | Federica Carolina Luisa d'Assia-Darmstadt              | Giorgio Guglielmo d'Assia-Darmstadt                                   |  |  |       |  |  |                                            |  |  |                                          |  |
|                                       |                                                 | Federica Carolina Luisa d'Assia-Darmstadt              | Maria Luisa Albertina di Leiningen-Dagsburg-Falkenburg                |  |  |       |  |  |                                            |  |  |                                          |  |
|                                       |                                                 | Federica Carolina Luisa d'Assia-Darmstadt              |                                                                       |  |  |       |  |  |                                            |  |  |                                          |  |